# صلاح الدين سعيد
أحمد صلاح الدين سعيد (بالإثيوبية: ሳላዲን ሰይድ) (مواليد 30 مايو 1986) لاعب كرة قدم إثيوبي. يلعب حالياً لصالح نادي مولودية الجزائر في الدوري الجزائري . انتقل اللاعب في أكتوبر 2011 إلى نادي وادي دجلة بصفقة كانت الأغلى للاعب إثيوبي وبلغت 240,000 دولار أمريكي. يجيد اللعب في الهجوم.

## وصلات خارجية
- صلاح الدين سعيد على موقع الاتحاد الدولي (مؤرشف)  (الإنجليزية)
- صلاح الدين سعيد على موقع قاعدة بيانات كرة القدم.إي يو (الإنجليزية)
- صلاح الدين سعيد على موقع ناشيونال فوتبول تيمز (الإنجليزية)
- صلاح الدين سعيد على موقع Soccerway.com (الإنجليزية)
- إحصائيات اللاعب
- موقع Transfer Market
- موقع كووورة